# Nałęczów Wąskotorowy
Nałęczów Wąskotorowy – wąskotorowa stacja kolejowa we wsi Drzewce-Kolonia (gmina Nałęczów), w województwie lubelskim, w Polsce. Stacja należy do Nadwiślańskiej Kolejki Wąskotorowej. Znajduje się w bezpośrednim sąsiedztwie stacji kolejowej Nałęczów.